# Robert McAllister
Pour les articles homonymes, voir McAllister.
Robert McAllister est un major général américain de l'Union. Il est né le 1er juin 1813 à Juaniata County en Pennsylvanie et est décédé le 23 février 1891 à Belvidere dans le New Jersey. Il est inhumé au Belvidere Cemetery. Il est l'époux de Ellen Jane Wilson. 

Il est l'auteur de « The Civil War Letters of General Robert McAllister ».

## Guerre civile
Robert McAllister sert comme lieutenant-colonel dans le 1er régiment d'infanterie des volontaires du New Jersey avant d'être nommé colonel du 11ème régiment d'infanterie des volontaires du New Jersey en août 1862.
Il commande son unité et participe aux batailles de Fredericksburg, de Chancellorsville et de Gettysburg où le 2 juillet 1863, second jour de la bataille, il est gravement blessé alors que son régiment est assailli par les Confédérés sur le Peach Orchard.
Après 4 mois de convalescence, il retrouve le commandement de sa brigade et prend part aux batailles de Wilderness, Spotsylvania et au siège de Petersburg.
Son comportement lors de la bataille de Boydton Plank Road, le 17 octobre 1864, lui vaut d'être nommé général de brigade des volontaires.
Il est présent à Appomattox, lors de la reddition des troupes sudistes, où il est promu major général le 25 mars 1865.